# 尤季诺农村居民点 (沃洛格达州)
尤季诺农村居民点（俄语：Сельское поселение Юдинское）是俄罗斯联邦沃洛格达州大乌斯秋格区所属的一个农村居民点。其下辖有46个居民点，行政中心为尤季诺。据2015年统计，该农村居民点的人口为2637人。